# Cargo 200
Cargo 200 (Gruz 200) è un film del 2007 scritto e diretto da Aleksej Oktjabrinovič Balabanov.

## Trama
Leninsk, 1984: il professor Artem, in visita al fratello Mikhail, lungo il tragitto di ritorno verso Leningrado, è costretto a fermarsi a causa di un guasto al motore della sua auto; si reca in cerca di aiuto in una casa isolata di campagna, in cui vive una famiglia di produttori di vodka. Dopo un'accesa discussione filosofica con il capofamiglia Aleksey, Artem riesce a farsi aggiustare l'auto e ripartire; poco dopo la sua partenza, arriva a rifornirsi di alcol il giovane Valera con la sua amica Angelika.
Valera e Aleksey si ubriacano fino a cadere a terra svenuti, Angelika viene rinchiusa nella stalla e violentata da Zhurov, capitano della polizia con un conto in sospeso con Aleksey. Il giorno dopo Zhurov fa ritorno a casa dalla madre possessiva e malata di mente, portandosi con sé Angelika e presentandola come sua moglie. Nel frattempo la polizia, avvertita dallo stesso Zhurov, arresta Aleksey con l'accusa di aver ucciso il suo aiutante vietnamita.
Intanto il padre di Angelika, segretario del partito comunista, denuncia la scomparsa di sua figlia; entrambe le indagini finiscono in mano allo stesso Zhurov, colpevole sia dell'omicidio del vietnamita, sia della sparizione di Angelika. Dall'alto della sua posizione, Zhurov giostra a suo piacimento la condotta dei due casi, arrivando a far giustiziare l'incolpevole Aleksey ed a violentare Angelika, segregata in casa sua e soggetta ad ogni sorta di umiliazione. Ma la resa dei conti arriva anche per lui; Antonina, moglie del defunto Aleksey, armatasi di fucile, penetra in casa del capitano e lo uccide, sotto gli occhi della scioccata Angelika.

## Produzione
(Aleksej Balabanov)
Il regista documentò il tutto e incominciò a scrivere la sceneggiatura del film già a partire dalla metà degli anni novanta.
Il titolo del film fa riferimento al nome dei voli degli aerei militari che trasportavano in patria dall'Afghanistan, le salme dei soldati sovietici caduti, all'interno di bare di zinco, riposte a loro volta in casse di legno. 200 era il numero massimo di casse e quindi di salme trasportabili dall'aereo per viaggio.
La scelta del cast si rivelò problematica: Yevgeni Mironov, la prima scelta per il ruolo del capitano Zhurov, rifiutò la parte; stessa cosa fecero Sergej Makoveckij e Kirill Pirogov, i quali avevano già lavorato con Balabanov nei suoi precedenti film. Lo stesso Makoveckij, dopo aver letto la sceneggiatura, arrivò addirittura ad augurare al regista il naufragio del progetto. Venne infine scelto Aleksei Poluyan, il quale originariamente doveva interpretare un altro ruolo nel film. L'attore però, al tempo malato di pancreatite, fu soggetto ad alcune crisi isteriche e diversi altri problemi durante le riprese che ne minarono la sua condizione fisica. L'attore è morto nel 2010.

## Distribuzione
Il film, che si basa su una storia vera, è stato escluso sia dal Festival di Cannes sia dal Festival di Berlino, a causa del suo contenuto crudo e a tratti macabro con cui il regista ha voluto mostrare il lato negativo della società sovietica. Il film è stato distribuito in Italia da Academy Pictures.

## Critica
(Il Morandini, che assegna al film tre stelle su cinque di giudizio.)
(Il Farinotti, che assegna al film quattro stelle su cinque di giudizio )